# 中南悬钩子
中南悬钩子（学名：Rubus grayanus）为蔷薇科悬钩子属的植物。分布在日本以及中国大陆的浙江、广东、福建、广西、江西、河南等地，生长于海拔500米至1,100米的地区，见于山坡、谷地灌木丛中、向阳山脊和溪边水旁杂木林下，目前尚未由人工引种栽培。

## 异名
- Rubus grayanus Maxim. var. trilobatus Yu et Lu